# Orbinia swani
Orbinia swani är en ringmaskart som beskrevs av Pettibone 1957. Orbinia swani ingår i släktet Orbinia och familjen Orbiniidae. Inga underarter finns listade i Catalogue of Life.